# Thricops hirtulus
Thricops hirtulus är en tvåvingeart som först beskrevs av Zetterstedt 1838.  Thricops hirtulus ingår i släktet Thricops och familjen husflugor. Arten är reproducerande i Sverige. Inga underarter finns listade i Catalogue of Life.